# Bohuslávky
Bohuslávky är en ort i Tjeckien.   Den ligger i regionen Olomouc, i den östra delen av landet, 230 km öster om huvudstaden Prag. Bohuslávky ligger 297 meter över havet och antalet invånare är 340.
Terrängen runt Bohuslávky är kuperad åt nordost, men åt sydväst är den platt. Runt Bohuslávky är det ganska tätbefolkat, med 172 invånare per kvadratkilometer. Närmaste större samhälle är Přerov, 13,9 km sydväst om Bohuslávky. Trakten runt Bohuslávky består till största delen av jordbruksmark.